# Ева (Секретные материалы)
«Ева» (англ. «Eve») — одиннадцатый эпизод первого сезона сериала «Секретные материалы», главные герои которого — Фокс Малдер (Дэвид Духовны) и Дана Скалли (Джиллиан Андерсон), агенты ФБР, расследующие сложно поддающиеся научному объяснению преступления, называемые «Секретными материалами». В данном эпизоде Малдер и Скалли расследуют два идентичных убийства, совершенных одновременно на разных побережьях США. В ходе расследования агенты обнаруживают, что дочери обеих жертв являются продуктом секретного правительственного проекта по клонированию людей. Эпизод принадлежит к категории «монстр недели» и не связан с основной «мифологией» сериала, заданной в пилотной серии.
Премьера состоялась 10 декабря 1993 на телеканале FOX. От критиков эпизод получил преимущественно положительные отзывы.

## Сюжет
В Гринвиче, штат Коннектикут, семейная пара во время утренней пробежки замечает одиноко стоящую возле своего дома 10-летнюю Тину Симмонс. На заднем дворе они обнаруживают мертвого отца девочки, Джоэла, у которого на шее видны два круглых проникающих ранения.
Малдер сообщает Скалли, что у Джоэла Симмонса было выкачано больше 4-х литров крови, а в тканях были обнаружены успокоительные растительного происхождения. Малдер уверен, что смерть мужчины похожа на случаи увечья скота от НЛО. Прибыв в Коннектикут, агенты узнают от Тины, что она видела «красные огни», а «человек из облаков» хотел высосать кровь её отца. Агентам поступает звонок, что в Калифорнии, идентичным образом, в то же время, что и Симмонс (с учетом разницы часовых поясов) был убит другой мужчина по фамилии Рирдон. Прибыв на это место преступления, агенты обнаруживают, что свидетельница убийства, 10-летняя Синди Рирдон, как две капли воды похожа на Тину.
Мать Синди рассказывает Малдеру и Скалли, что зачала девочку с помощью ЭКО в клинике в Сан-Франциско. Скалли узнаёт в клинике, что обе семьи — Симмонсы и Рирдоны — лечились у одного и того же доктора — Салли Кендрик, которая была уволена с работы за проведение селекционных экспериментов с яйцеклетками в лаборатории клиники. Департамент здравоохранения США отказался от расследования, а доктор Кендрик исчезла. Тем временем в Коннектикуте кто-то похищает Тину из приюта, куда её поместила социальная служба.
Малдер выходит на контакт с Глубокой Глоткой, который раскрывает детали попыток правительства времен Холодной войны создать генетически усовершенствованных детей в качестве будущих суперсолдат. Проект назывался «Личфилдским экспериментом». Дети, появившиеся в ходе эксперимента, выросли в лагере вблизи Личфилда (Коннектикут) и носили идентификаторы «Адам» или «Ева» в соответствии со своей половой принадлежностью. Глубокая Глотка рассказывает Малдеру о женщине, связанной с «Личфилдским экспериментом», которая в настоящее время содержится в больнице для душевнобольных.
Малдер и Скалли отправляются в больницу и встречаются с «Евой 6», которая рассказывает им, что клоны, созданные в ходе Личфилдского эксперимента, имеют дополнительные хромосомы, придающие им сверхчеловеческий интеллект и силу вкупе с одержимостью убийством. Последние три клона, Евы 6, 7 и 8, были помещены в тюрьму после завершения эксперимента. Однако Ева-7 сбежала, устроилась в центр экстракорпорального оплодотворения как Салли Кендрик и модифицировала яйцеклетки пациентов клиники, чтобы создать новые клоны Евы. Ева 8 также сбежала и по-прежнему на свободе. На стене камеры агенты видят фото маленьких Ев, и все они выглядят как Синди и Тина.
Предчувствуя похищение Синди, Малдер и Скалли ведут наблюдение за домом девочки. Их прогноз оправдывается: Синди кто-то пытается похитить. В свете фонаря Малдер узнает Салли Кендрик, но ей удаётся ускользнуть с Синди. Агенты объявляют Кендрик в розыск и публикуют её фото через СМИ. Кендрик отвозит Синди в мотель, где уже содержится Тина, и представляет девочек друг другу. Салли рассказывает девочкам о проекте и поясняет, что они должны адаптироваться к жизни в обществе и подавить в себе генетические позывы к убийствам. Но, как выясняется, девочки уже подмешали яд в её напиток, и Кендрик, хоть и хватает кухонный нож, но не успевает «исправить свою ошибку».
По наводке владельца мотеля, узнавшего Кендрик в новостях, прибывают Малдер и Скалли и обнаруживают Еву-7 мертвой. Девочки заявляют, что были похищены Евами 7 и 8, которые уговаривали их совершить массовое самоубийство. Смерть Евы-7 они объясняют тем, что это сделала сбежавшая Ева-8. Уезжая, агенты решают забрать девочек с собой. Той же ночью, когда компания останавливается на стоянке дальнобойщиков, одна из девочек выливает яд в «Кока-колу», которую заказали агенты. Малдер вовремя разгадывает план девочек, но те сбегают. После недолгого преследования их удается поймать.
Заключённые в отдельные камеры в одном отделении с Евой-6 Тина и Синди находятся там под прозвищами Ева-9 и Ева-10. Женщина в медицинской одежде — Ева-8 — входит в отделение. Когда она спрашивает девочек о том, как они узнали, что она за ними придет, каждая из девочек отвечает — «Мы просто знали».

## Производство
Оригинальный сценарий к эпизоду под названием «Девочки из Гринвича» был написан фрилансерами Кеннетом Биллером и Крисом Браканто, которые подбросили идею этого эпизода создателю сериала Крису Картеру. В центре сюжета были генетические эксперименты, производимые над парами близнецов. Вдохновением для сюжета послужил фильм «Мальчики из Бразилии», в котором нацистские учёные создают клонов Адольфа Гитлера. Персонажи Тина и Синди получили свои имена в честь жён Глена Моргана и Джеймса Вонга, переработавших оригинальный сценарий. Продюсер Роберт Гудвин сказал, что законченный сценарий был «изумительно хорош», и все, что требовалось от съёмочной группы — это «не испортить его».
Первоначально продюсеры искали близнецов на роли Тины и Синди в Лос-Анджелесе, но калифорнийское законодательство о детском труде сильно осложнило поиск. Сложности в поиске подходящих актёров на роли в эпизоде привели Гудвина к мысли о том, чтобы нанять одного актера, использовать спецэффекты и дублеров, чтобы создать иллюзию близнецов. Однако эта идея была отвергнута в силу непрактичности и дороговизны.. В итоге девочек-исполнительниц, Эрику и Сабрину Кривинс, нашли в Ванкувере.
Сцены на стоянке были сняты в кафе в Уайт Рок (Британская Колумбия), чья большая гравийная парковка имела вид «деревенских декораций». Большой навес был использован, чтобы дополнить натурные съёмки зданий.
«Ева» является первым и единственным эпизодом «Секретных материалов», срежиссированным Фредом Гербером, которого Картер считал «способным привнести что-то интересное в сериал».

## Эфир и отзывы
Премьера эпизода в США состоялась 10 декабря 1993 года на канале Fox (премьерные показы в других странах состоялись позже) . По шкале Нильсена рейтинг серии составил 6,8 балла с 12-процентной долей. Это означает, что во время премьерного показа 6,8 процента всех домохозяйств с телевизором и 12 процентов из домохозяйств, смотревших телевизор в тот вечер, были настроены на просмотр эпизода. Общее количество домохозяйств, смотревших премьеру, оценивается в 6,4 миллиона.
От критиков эпизод получил преимущественно положительные отзывы. В ретроспективном обзоре первого сезона журнал «Entertainment Weekly» присвоил серии оценку «B+» (3,5 балла из 4-х), охарактеризовав её как «аккуратную, удовлетворительную и захватывающую». К числу ярких моментов эпизода журнал отнёс его исходный посыл и актёрскую работу Гаррис. Кит Фиппс в статье для «The A.V. Club» оценил эпизод на «B+» (3,5 балла из 4-х), назвав его «хорошо реализованным». Актёрская игра сестёр Кривинс с их «ледяным взглядом» произвела на автора особое впечатление. Мэтт Хэй («Den of Geek») посчитал, что эпизод обладает «хорошим, оригинальным сюжетом» и доказывает, что близнецы и фильм ужасов – «беспроигрышный вариант». Джессика Морган (Television Without Pity) присвоила эпизоду оценку «А» (4 балла из 4-х).
Крис Картер положительно отзывался о подборе актёров, выделив «великолепную» игру Гарриэт Гаррис. Эрика и Сабрина Кривинс, по словам Картера, были «чудесно минималистичны и жутковаты». В честь одной из героинь эпизода взяла название группа «Eve 6», а в 1997 году сюжет эпизода был адаптирован для новеллы писательницей Эллен Стайбер.